# Palacio de Écouen
El château de Écouen (en francés: château d'Écouen), traducido en palacio de Écouen o castillo de Écouen, es un château renacentista francés del siglo XVI, situado en la pequeña localidad de Écouen, departamento del Valle del Oise. Desde 1977 alberga uno de los museos nacionales de Francia, el Museo Nacional del Renacimiento. El edificio pertenece a la Gran Cancillería de la Legión de Honor y el museo está bajo la tutela del Ministerio de Cultura. Es el único museo del país dedicado enteramente al Renacimiento y expone las colecciones francesas de la época en todos los campos artísticos: tapices, armas, esculturas, vidrieras, cerámicas, muebles, orfebrerías, pinturas... Desde 2005, el director del museo es Thierry Crépin-Leblond, conservador general del patrimonio.
Generaciones de artistas célebres se han sucedido a lo largo de los siglos para hacer del palacio de Écouen un monumento imponente: el arquitecto Jean Bullant, el escultor Jean Goujon, el alfarero y esmaltador Bernard Palissy, el ceramista Masseot Abaquesne, el arquitecto Jules Hardouin-Mansart. Fue incluido en 1862 en la lista de monumentos históricos. El dominio se clasificó en su totalidad en 2007.
Según el Comité de Expansión Económica del Valle del Oise, el palacio de Écouen es uno de los principales atractivos del departamento por número de visitantes al año (en 2008 era ya el primer sitio visitado). Se encuentra a 19 km al norte de París y a 15 km del aeropuerto de Roissy.

## Historia

### Un palacio principesco

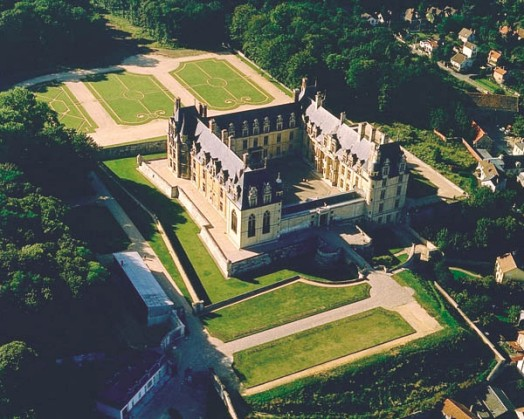
Vista aérea del parque, el palacio y la villa de Écouen

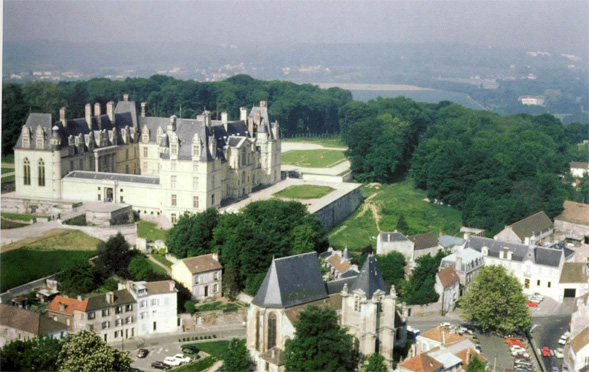
Palacio de Écouen

Situado sobre una pequeña colina que ofrece vistas panorámicas sobre la llanura de Francia, el palacio de Écouen fue construido a partir de 1538 por el condestable de Francia, Anne de Montmorency (1493-1567) (al servicio de Francisco I y después de Enrique II). Para construirlo, Montmorency hizo demoler la fortaleza medieval que estaba antes allí, una de las posesiones del condestable, quien tenía simultáneamente más de 130 castillos y 600 feudos. Era el hombre más poderoso del reino, rival de la familia de los Guise. 
La arquitectura del palacio refleja el poder y la ambición de Anne de Montmorency, amigo personal de los reyes Francisco I y Enrique II. A la vez militar y apasionado por el arte, descubrió los palacios transalpinos en las guerras de Italia y quería que su casa en Écouen se inspirase en ellos. Heredero de la gran fortuna de la casa de Montmorency y beneficiario del favor real, disponía de los fondos necesarios para construir en poco tiempo este importante château.

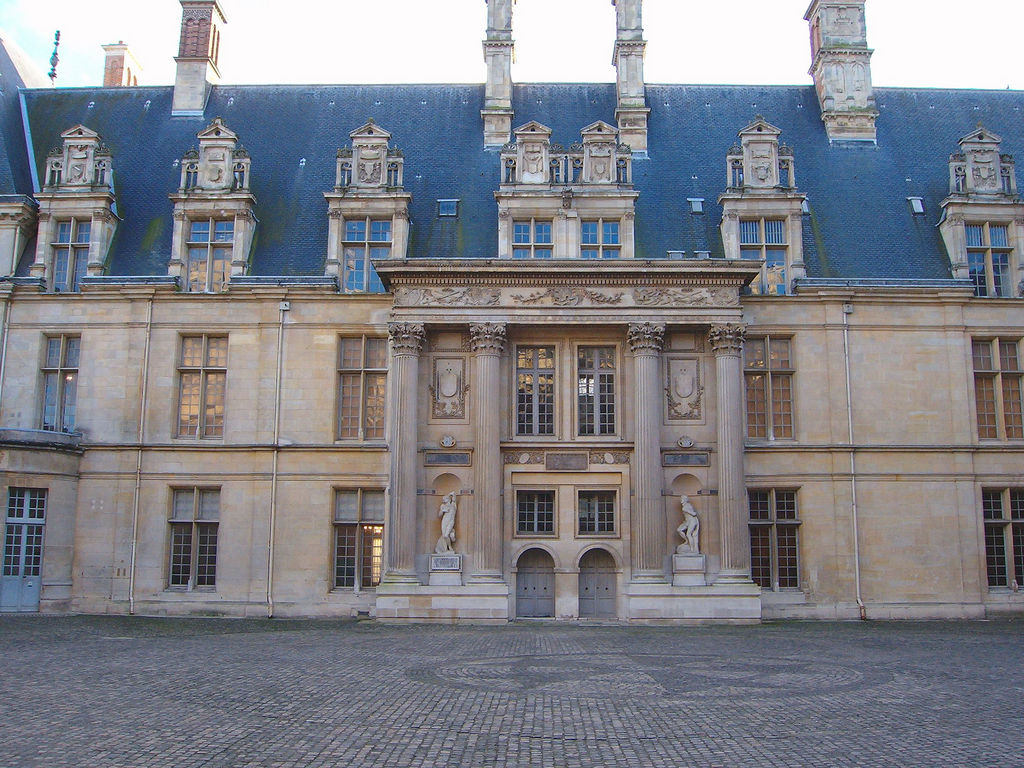
El patio interior con las réplicas de los Esclavos de Miguel Ángel, cuyos originales han sido llevados al Louvre.

La planta original, debida a un arquitecto desconocido, en 1538, es un cuadrilátero flanqueado por cuatro pabellones de esquina. En 1547, Anne de Montmorency hizo llamar a Jean Bullant (ca. 1515-1578) para completar el ala septentrional y construir el pórtico del ala meridional, que debía albergar las dos esculturas de Miguel Ángel, Esclavo moribundo y Esclavo rebelde, que el rey Enrique II acababa de regalarle. Bullant, en ese momento un joven arquitecto y escultor que había regresado en 1540 de un viaje de estudio del arte antiguo en Italia, ya había diseñado en 1536 la iglesia de San Acceul de Écouen. Apadrinado por Montmorency, será más tarde el arquitecto favorito de la reina y participará en el palacio de las Tullerías o en el Hôtel de la Reine. Fue enterrado en Écouen, y hoy el colegio de la ciudad todavía lleva su nombre.
Montmorency también hizo llamar a los más destacados artistas europeos de la época, como Jean Goujon, Bernard Palissy o Masseot Abaquesne. Con sus vidrieras, esculturas, pavimentos, revestimientos, pinturas, mármoles, orfebrerías, tapices, cerámicas, esmaltes y fuentes, la construcción del palacio hizo un llamamiento a todas las artes, con una clara voluntad de lujo. El palacio fue terminado en 1555. Écouen se convirtió rápidamente en el lugar favorito del rey Enrique II, que tenía un ala entera reservada para sus frecuentes estancias. Promulgó en este lugar el cruel edicto de Écouen, preludio de las guerras de religión, ordenando matar sin proceso a los protestantes causantes de disturbios. Enrique II murió unos meses más tarde y comenzaron las guerras. Anne de Montmorency, todavía condestable, murió durante la batalla de Saint-Denis (1567) mientras estaba al mando del ejército real.
Después de la ejecución de Enrique II de Montmorency, nieto de Anne, que había organizado una rebelión contra el cardenal Richelieu en 1632, la rama más antigua de los Montmorency se extinguió. Luis XIII les confiscó el palacio y luego se lo donó a Charlotte de Angulema. Sus descendientes legaron la finca a la familia de Condé, que ya poseían el palacio de Chantilly. Fue en ese momento cuando el parque actual fue diseñado por Jules Hardouin-Mansart. El ala oriental fue destruida en 1787 por los Condé, eliminando muchos frescos y obras de arte, parte de las cuales fueron encontradas en el bosque o en la ciudad.

### Un bien nacional

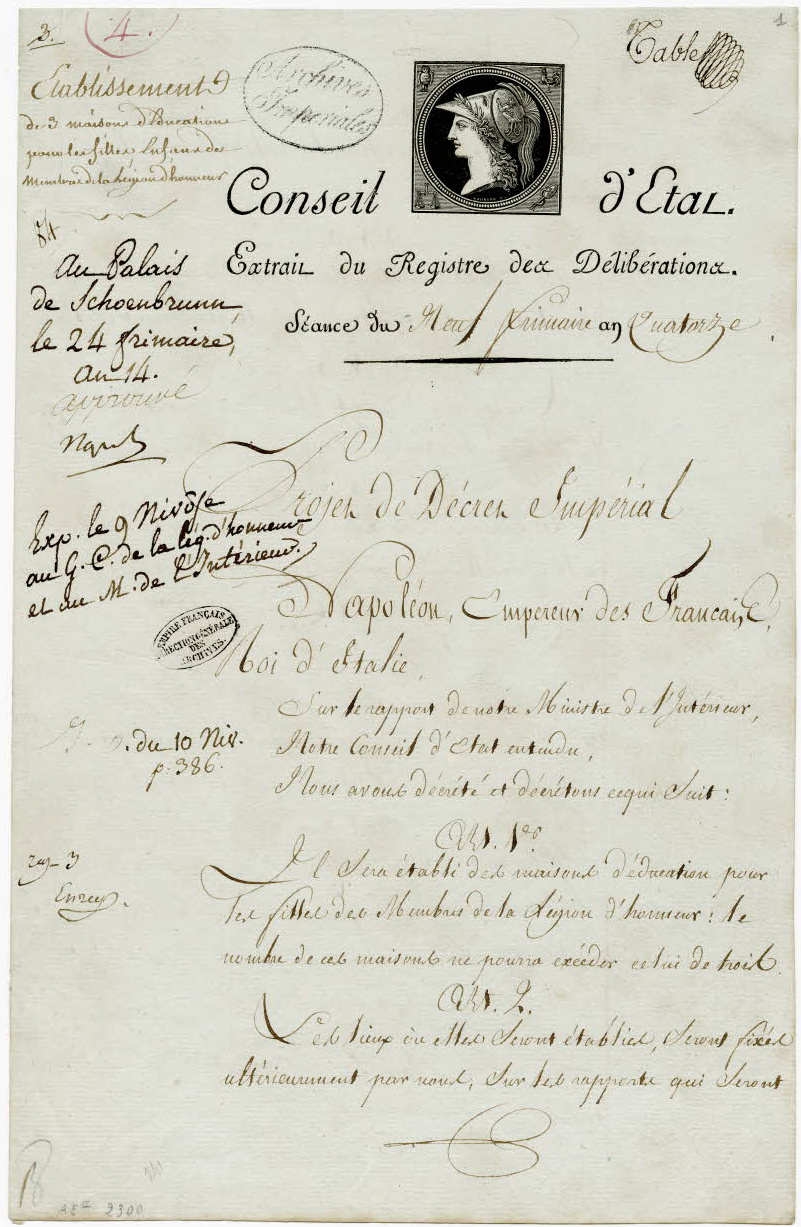
Decreto de creación de las Casas de educación de la Legión de Honor, 24 frimario XIV (15 de diciembre de 1805). Página 1/3 Archives Nationales AE-II-2300

Durante la Revolución francesa, el palacio fue confiscado. Sirvió como hospital, prisión militar y de lugar de reunión de un club patriótico. En 1805, Napoleón abre en él una casa de educación de la Legión de Honor, acogiendo a las hijas de personalidades que hayan sido condecoradas. Dos años más tarde, una nueva ala, más baja, fue construida para reemplazar a la que había sido derribada.
En la Restauración, Luis XVIII restituyó el palacio a los Condé que no lo mantienen casi hasta 1850, cuando Luis Napoleón Bonaparte decidió implantar de nuevo la Casa de educación de la Legión de Honor. Permanecerá en Écouen más de un siglo, hasta 1962.
Durante el siglo XIX, la fuente Hortense fue erigida en los terrenos del palacio por Eugène de Beauharnais. 
En 1862 el palacio de Écouen aparece en la lista de monumentos históricos. El dominio se clasificó en su totalidad en 2007. En Ecouen, la iglesia de San Acceul y la Forêt (bosques) también están clasificados.
Después de la derrota de 1871, se inicia la construcción de una serie de fortaleza, que rodean la capital para una mejor defensa. Fue entonces cuando se construyó el Fort d'Écouen —que no debe confundirse con el palacio—, un edificio poligonal defensivo, en el bosque, diseñado para albergar a más de 300 hombres y 22 piezas de artillería en caso de guerra. Una parte del fuerte de Écouen ha desaparecido, pero todavía hay muchas huellas. El fuerte es parte de la de clasificación como monumento histórico (que concierne al dominio del palacio, abarcando así el fuerte).

### El museo nacional del Renacimiento

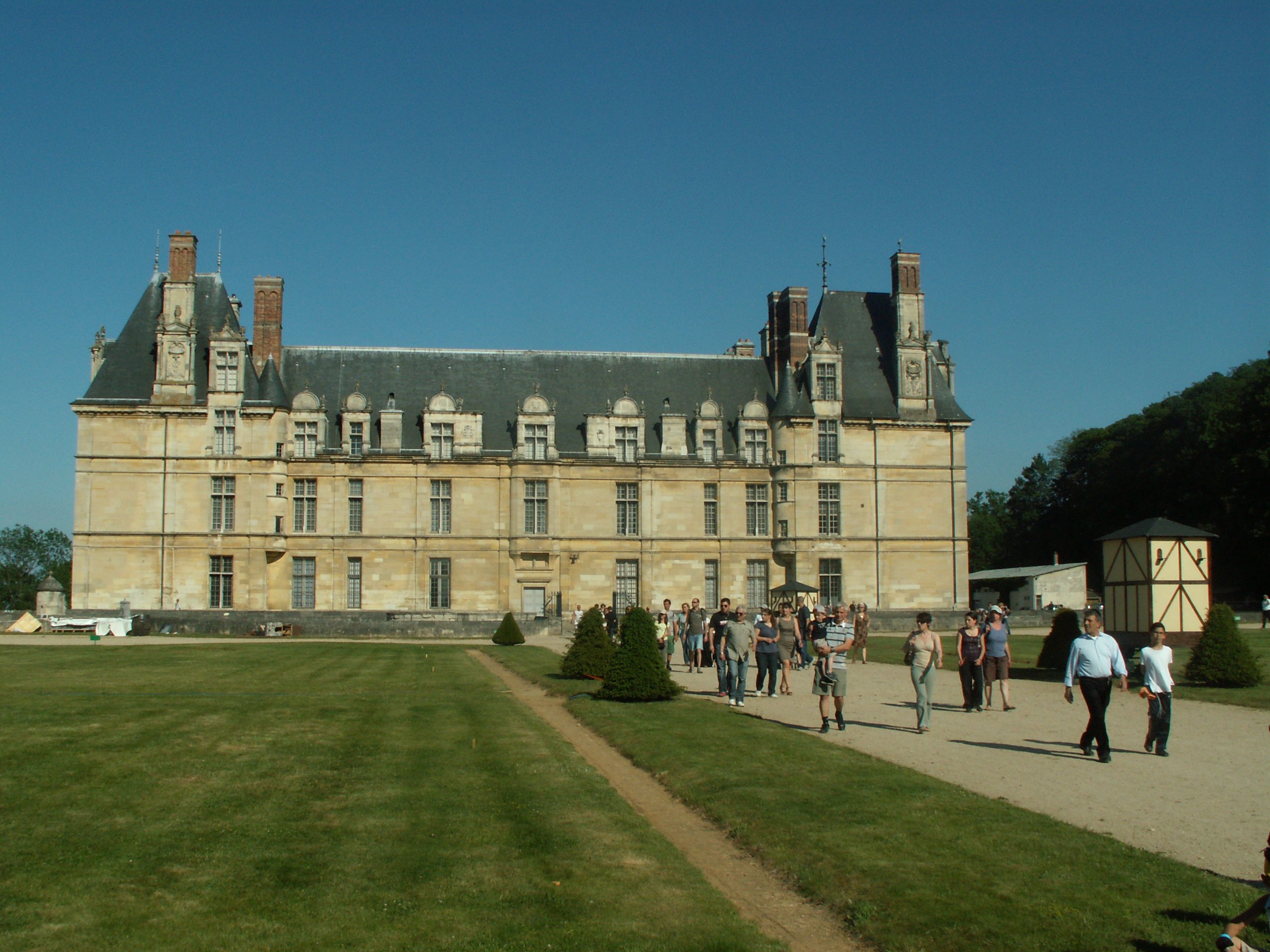
Parque y palacio de Écouen

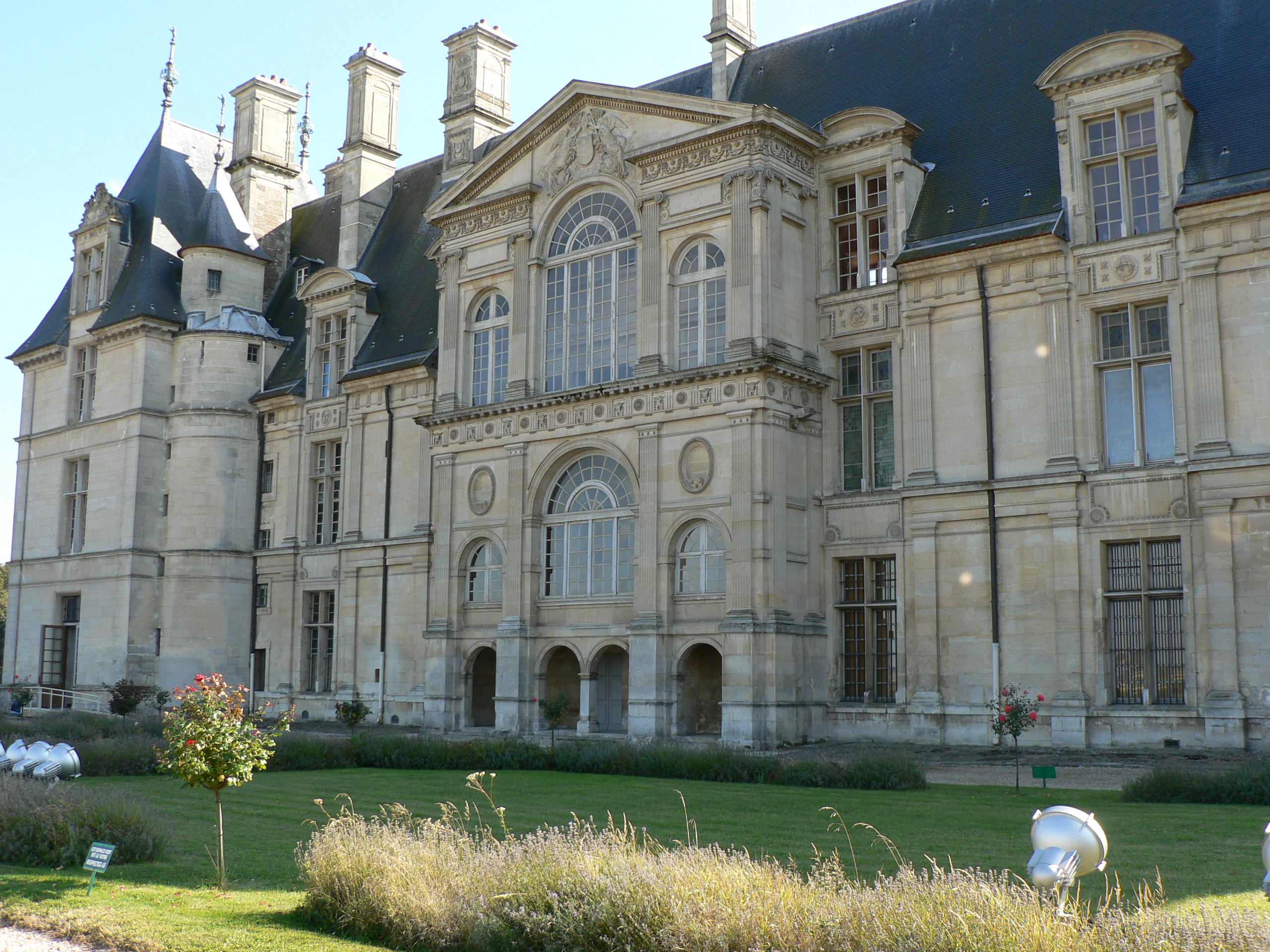
La fachada principal que da a la llanura de Francia

En 1962, la casa de la educación abandonó el palacio, que luego fue transferido al ministerio de Asuntos Culturales. André Malraux buscó entonces un lugar donde exponer las colecciones nacionales del Renacimiento, la mayoría de ellas almacenadas en el hôtel de Cluny, falto de espacio. Sin embargo, faltaba un edificio particularmente grande para acomodar los tapices de David y Betsabé, que miden 75 m de largo. El palacio de Écouen era el único lugar propiedad estatal en ese momento disponible y que podría exponer esos tapices, y por lo tanto, fue elegido para convertirlo en el Museo nacional del Renacimiento. Además de su imponente arquitectura, digna de los castillos del Loira, era un símbolo particularmente destacado del arte renacentista. Después de importantes obras de restauración y acondicionamiento, el museo abrió las puertas en 1977.
Único museo en Francia dedicado a la época, sus treinta y dos salas museográficas muestran una colección de objetos de orfebrería (de la herencia de la baronesa Salomon de Rothschild, 1922), cerámicas otomanas (Iznik), esmaltes pintados de Limoges, la colección de armas de Édouard de Beaumont, terracotas de Masséot Abaquesne y el conjunto de piezas de cerámica del taller de Bernard Palissy descubiertas durante las excavaciones del Louvre. La obra más famosa de la colección sigue siendo la serie de diez tapices dedicados a la historia de David y Betsabé. Tejidos en Bruselas en los años 1515-1520, habrían pertenecido a Enrique VIII de Inglaterra. También se pueden contemplar dos tapices fechados en 1545-1546 sobre cartones de Giulio Romano. Pertenecieron a la serie de ocho tapices que formaban la Tenture des Fructus Belli.
Hoy en día el palacio es visitado tanto por su arquitectura y su historia, como por su colección de obras renacentistas. Si bien las obras expuestas son contemporáneas del edificio, la mayoría no proviene del mobiliario original de Écouen, que se dispersó durante la Revolución francesa, y una parte del cual se encuentra ahora en Chantilly. El interior del palacio aúna reconstrucciones de las salas originales y exposición de las ricas colecciones del museo.
La renovación del dominio en la década de 1970 para acoger el museo, también concernió al parque. Los paisajistas intentaron devolver el entorno del palacio a su aspecto original, restaurando paseos y parterres.

## Arquitectura y decoraciones interiores

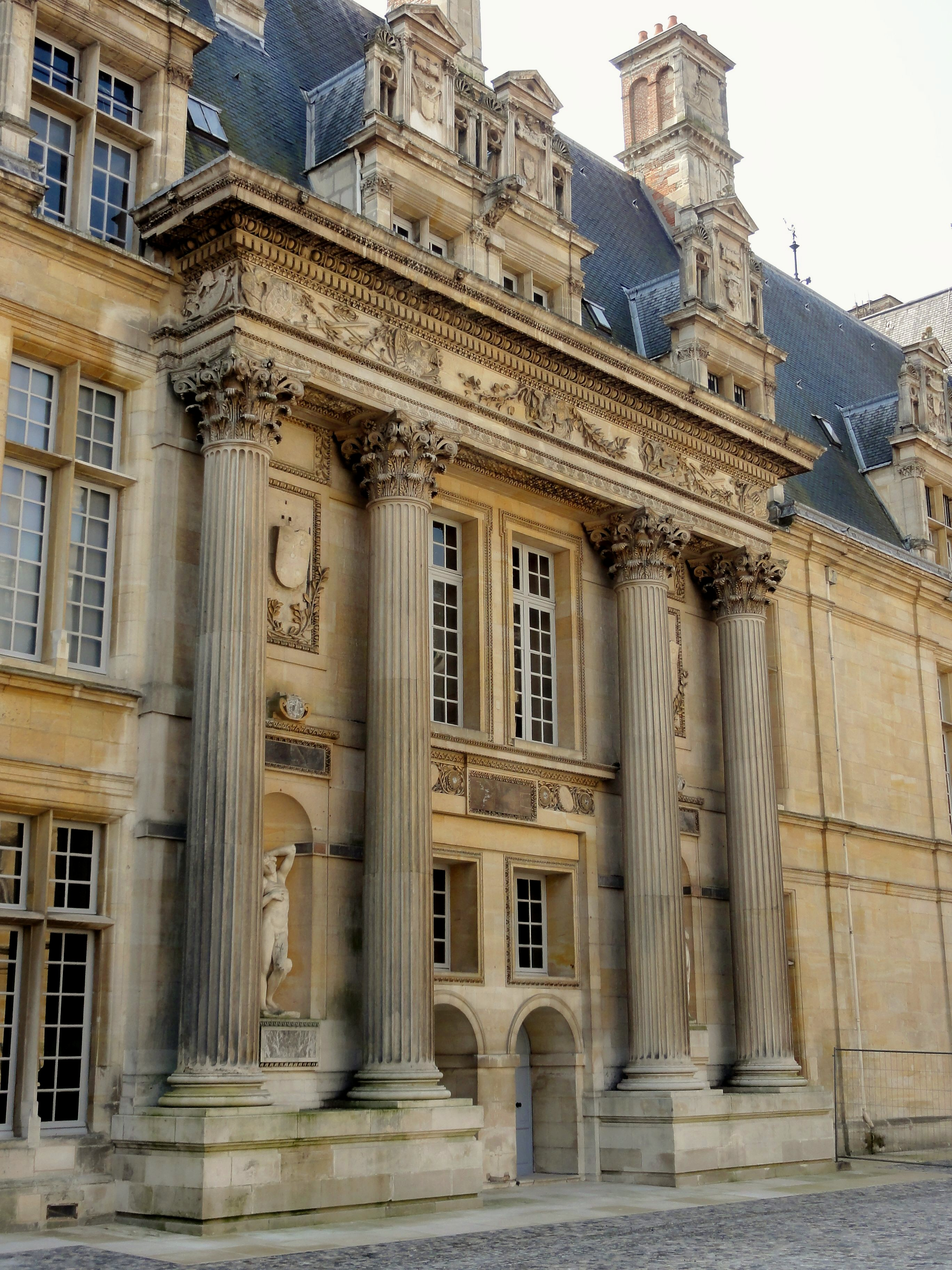
El pórtico de los Esclavos

El museo es visitado no solo por sus colecciones, sino también por su arquitectura. Este es sin duda un logro importante del renacimiento francés. Construido en doce años por diferentes arquitectos y artistas, refleja varias influencias:
- del primer Renacimiento (con las partes más antiguas que recuerdan a los castillos del Loira, anteriores a Écouen);
- del segundo Renacimiento (por ejemplo, con el pórtico de los Esclavos, más manierista, en el ala meridional del patio interior);
- de un cierto clasicismo triunfal (con la fachada septentrional visible desde la llanura de Francia).

De estas diferentes influencias surge un sentido de gran diversidad de la arquitectura del palacio. Todas las fachadas interiores y exteriores son únicas y diferentes de las demás. Por último, se puede destacar que un ala del monumento estaba destinada al rey, y por ello tiene un aspecto distintivo, más adornada que el resto del edificio. Por ello es aconsejable utilizar el camino peatonal que rodea el monumento con el fin de ver todos los lados. Por otra parte, las terrazas ofrecen unas vistas impresionantes de Écouen y de la llanura de Francia, vasta llanura agrícola.
El cuadrilátero del palacio estaba rodeada, en su esquina noreste, por un jardín. El muro de contención de la terraza de acceso conserva la traza de un nicho que pertenece a la pared sur de este jardín. Esto ya no existe, al menos desde finales del siglo XVII. La gruta fue encargada por el condestable a Bernard Palissy en 1556, pero no se completó. En el siglo XIX, los cronistas la situaban cercana a la fuente Madame. Entre finales del siglo XVIII y 1709, cuando la propiedad pertenecía al hijo de Condé, Jules Hardouin-Mansart diseñó un parque, del que el actual es el heredero, articulado en torno a dos ejes perpendiculares que se cruzan delante de la fachada occidental del palacio, y se destacan por un alineamiento de árboles. Algunos paseos terminan en belvederes y giran en torno a rotondas. Una terraza acondicionada delante de la fachada oeste está dotada de un parterre de césped, dividido en tres. En su extensión hacia el norte, un descubierto abre el parque hacia el pueblo. Un camino, bordeado por una doble hilera de árboles, proporciona un acceso triunfal al palacio. Las viejas estructuras hidráulicas han desaparecido. Un plan de 1894 dispuso un paisajismo tardío, como el jeu de paume y el salón de baile. La fuente Hortense fue el principal desarrollo del siglo XIX, erigida por Eugène de Beauharnais.

### Arquitectos, artistas y decoradores

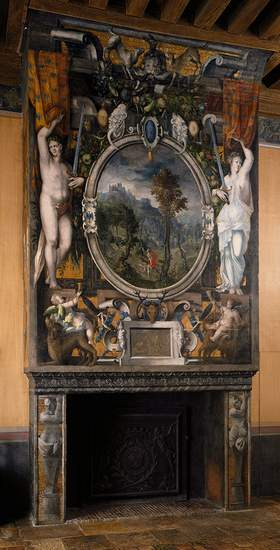
Una chimenea pintada del château de Écouen

El arquitecto principal del palacio fue Jean Bullant, pero los estudiosos creen que muchos otros arquitectos han contribuido a la construcción del monumento. Al igual que en muchos palacios, restan incertidumbres sobre los arquitectos y artistas que participaron en la construcción, ya que Anne de Montmorency hizo venir a un gran número de especialistas de toda Europa:
- Jean Bullant, pintor y escultor francés;
- Jean Goujon, pintor y escultor francés;
- Masseot Abaquesne, ceramista francés;
- Bernard Palissy, ceramista francés;
- Nicolò dell'Abbate (cierta incertidumbre en este punto) (1509/1512–1571), pintor italiano;
- Léonard Limosin, pintor, esmaltador, dibujante y grabador belga
- Philibert Delorme, arquitecto francés.

En los siglos siguientes, durante las diversas modificaciones paisajísticas o arquitectónicas: 
- Antoine-François Peyre (1739–1823), pintor y arquitecto francés;
- Jules Hardouin-Mansart (1646–1708), arquitecto y paisajista francés.

Además, una parte de la decoración original aún está presente en el interior del palacio de Écouen. Se pueden admirar los frisos ornamentados, las carpinterías, pavimentos, vitrales, paneles de madera, bustos, etc. y especialmente las doce chimeneas pintadas que constituyen un conjunto único. La capilla del palacio es también una pieza rica en decoraciones interiores, incluyendo un hermoso techo pintado. Sin embargo, una gran parte del mobiliario original fue retirado durante la Revolución y ahora se encuentra disperso en varios palacios y museos, entre ellos Chantilly. Finalmente, los Esclavos de Miguel Ángel, las esculturas que se encontraban en el patio del palacio de Écouen también fueron retiradas y ahora se conservan en el Museo del Louvre de París. Hay réplicas que reemplazan a los originales.

Las chimenesas pintadas
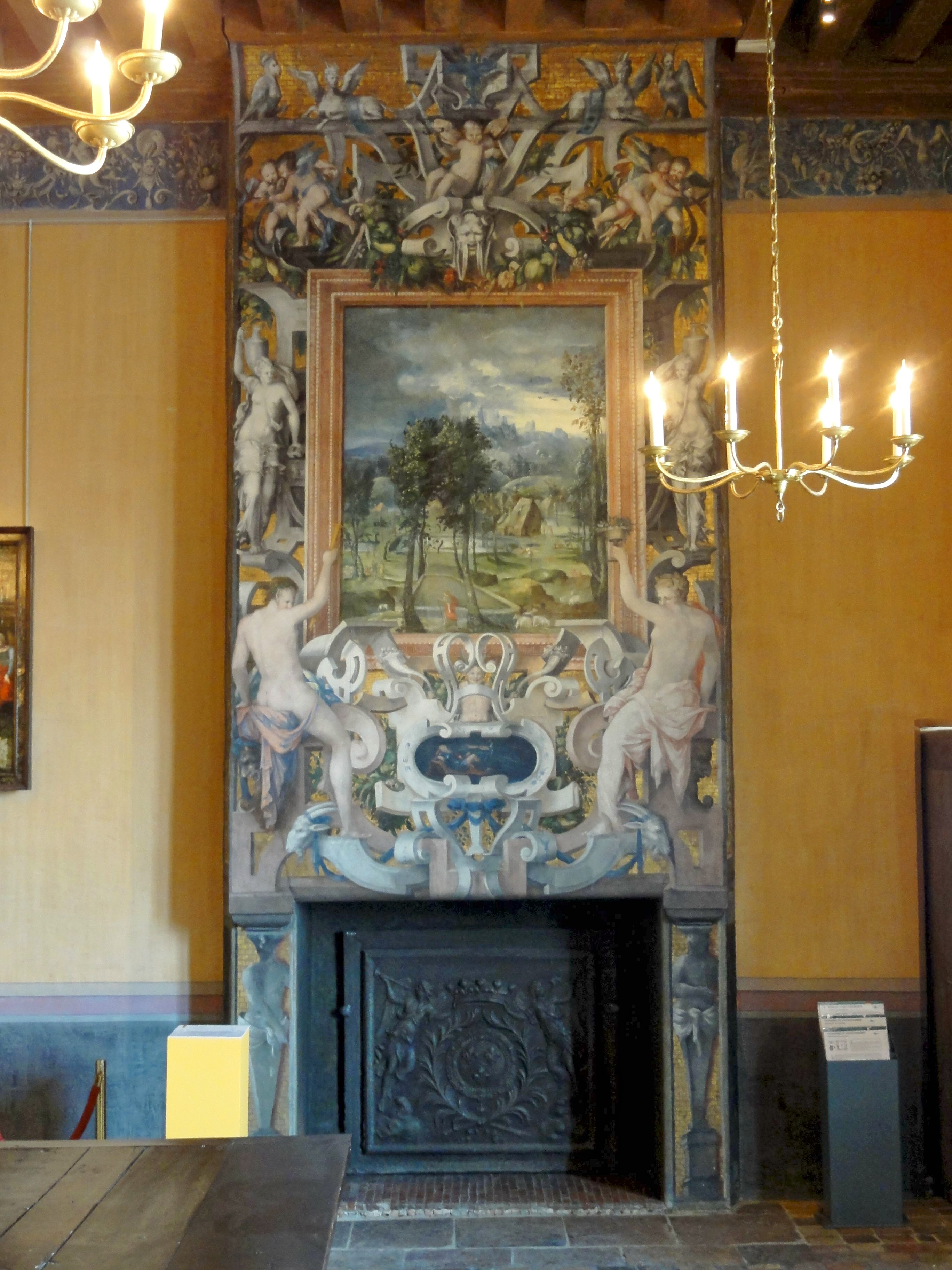
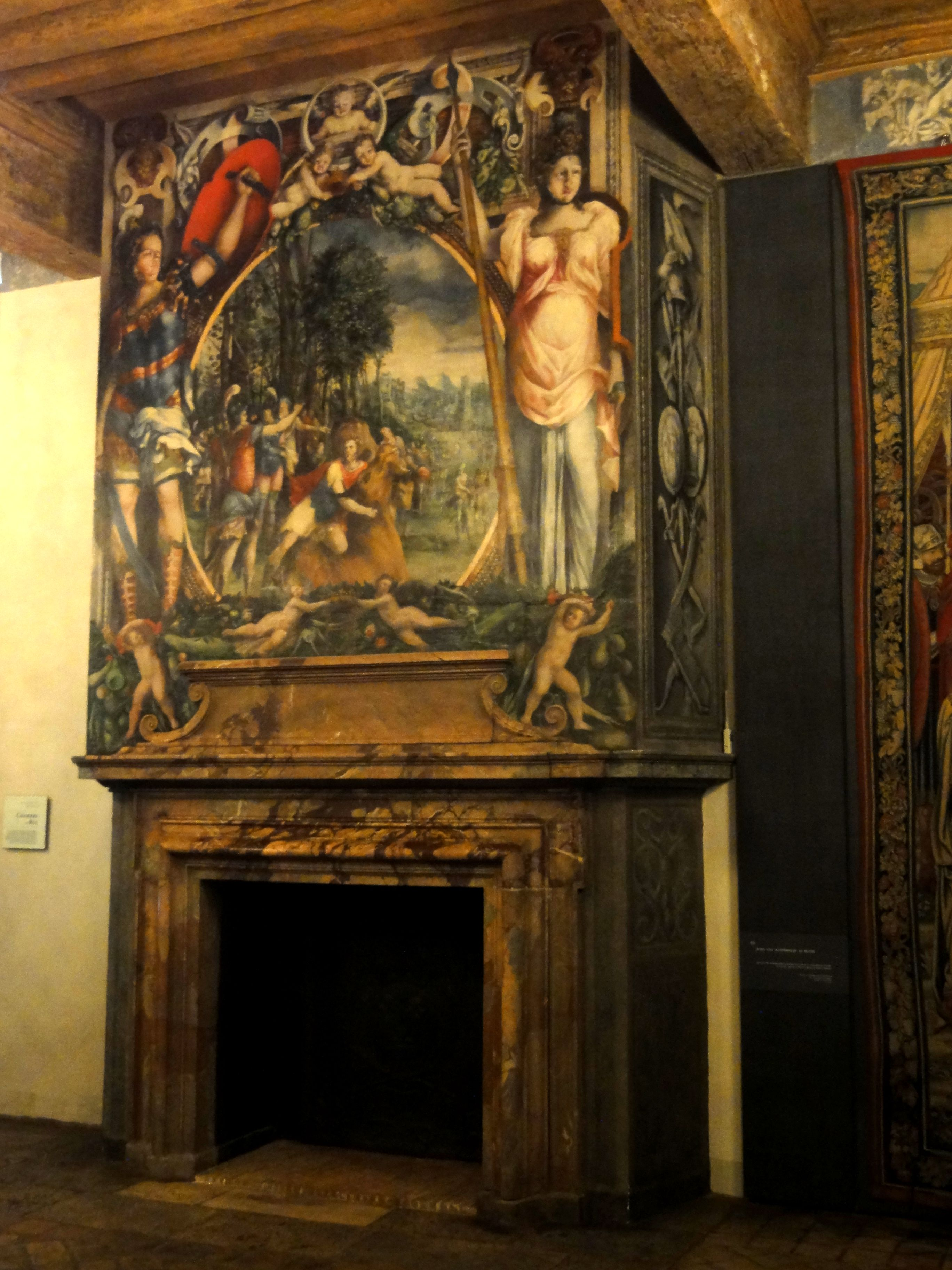
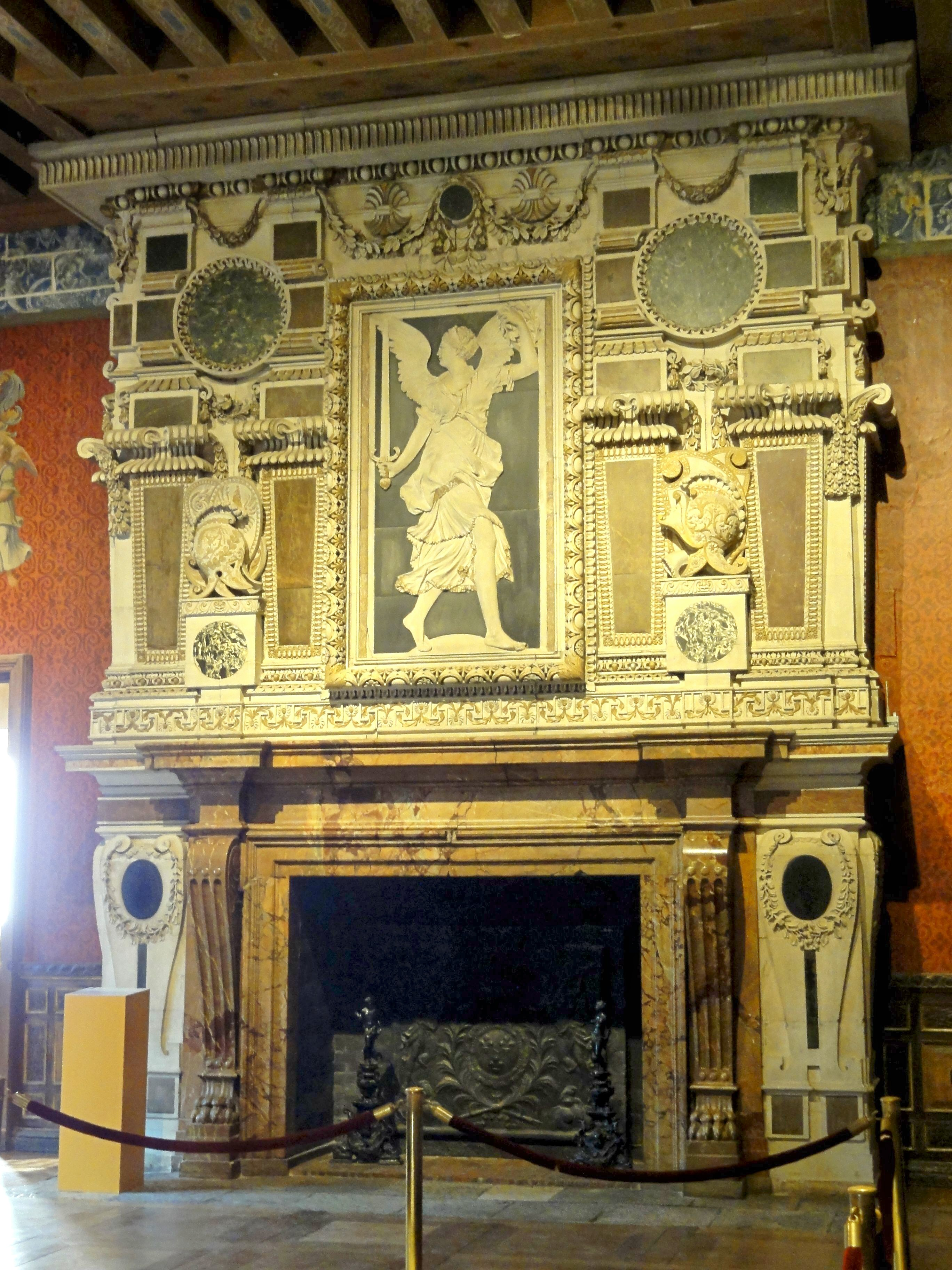
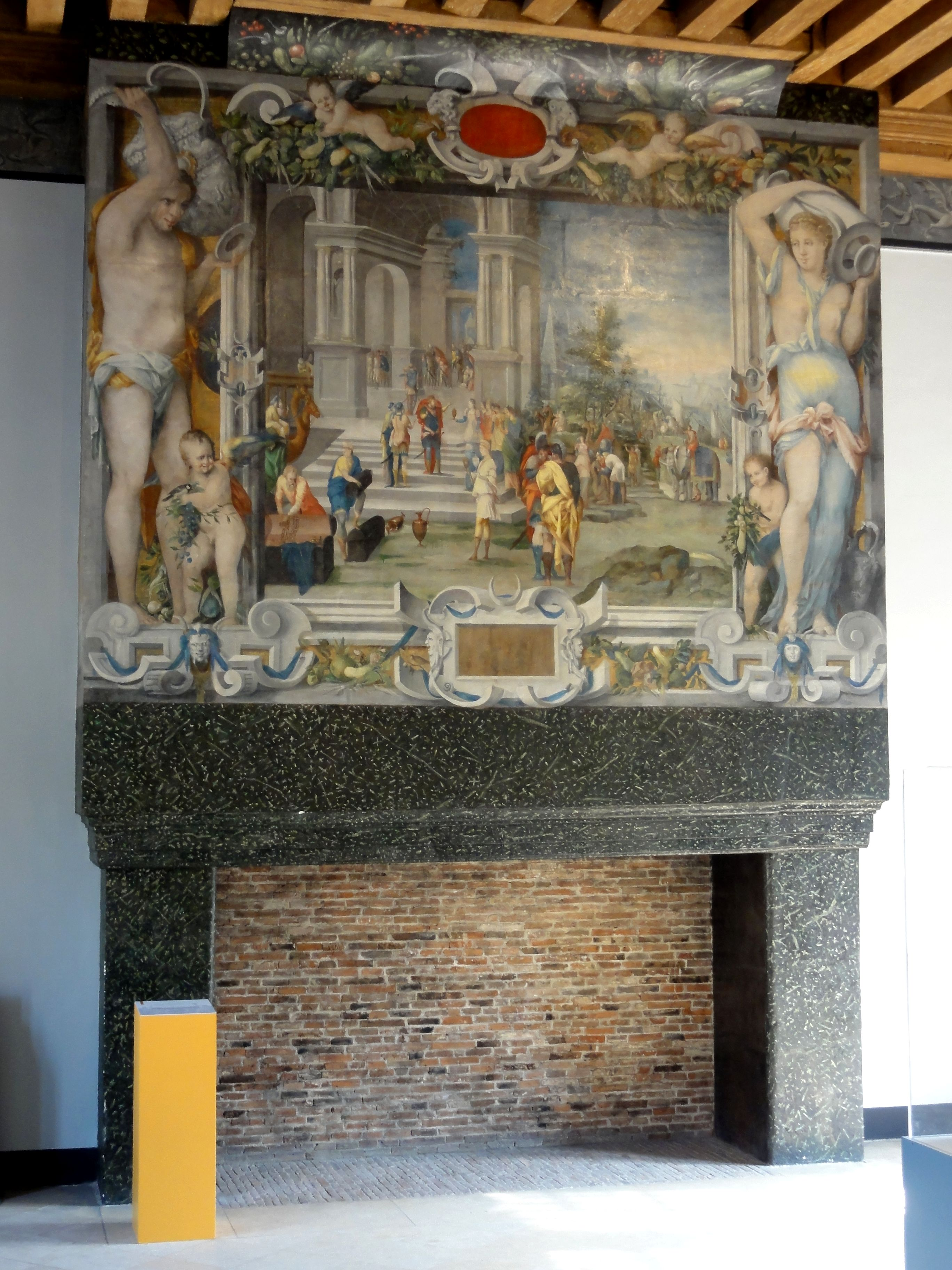

## Las colecciones del Museo
Aunque los fondos del Museo continúan creciendo a través de donaciones, así como compras, gran parte de las piezas expuestas proceden del Museo de Cluny de París.
Las colecciones se dividen en seis categorías principales: 
- mobiliario (armarios, asientos, aparadores, mesas, etc. a menudo muy ornamentados);
- artes del fuego (cerámicas, vitrales, vidrieria, esmaltes, etc.);
- artes del metal (orfebrería);
- pintura (incluyendo las doce chimeneas pintadas únicas en Francia, así como adornos de cuero pintados);
- artes de la lana y de la seda (tapices y encajes);
- esculturas (incluyendo el alto relieve de Diana y Actéon).

Un banco de orfebre (banc à étirer), fechado en 1565 y diseñado por Leonhard Danner para Augusto I de Sajonia, es una de las piezas maestras del museo.

Obras expuestas en el Museo
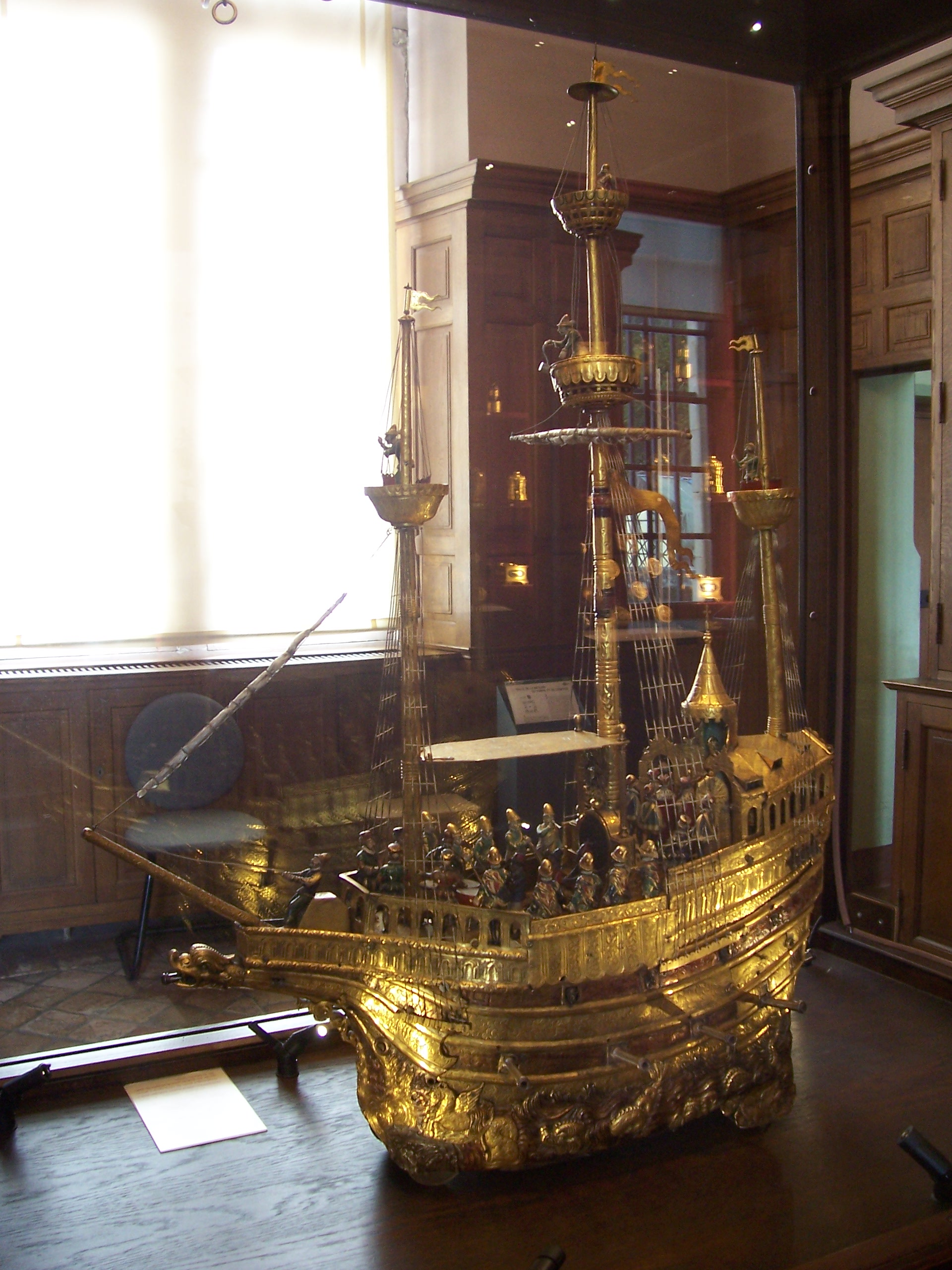
Relojería: un reloj en forma de navío
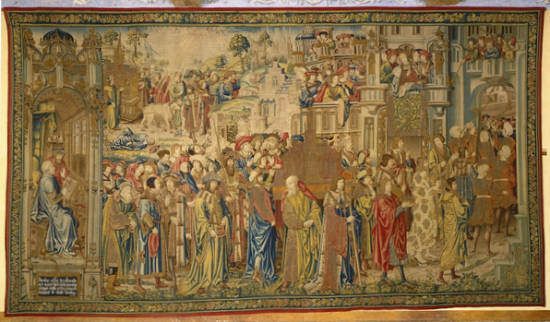
Tapicería: una de las 10 suites de David y Bethsabée.
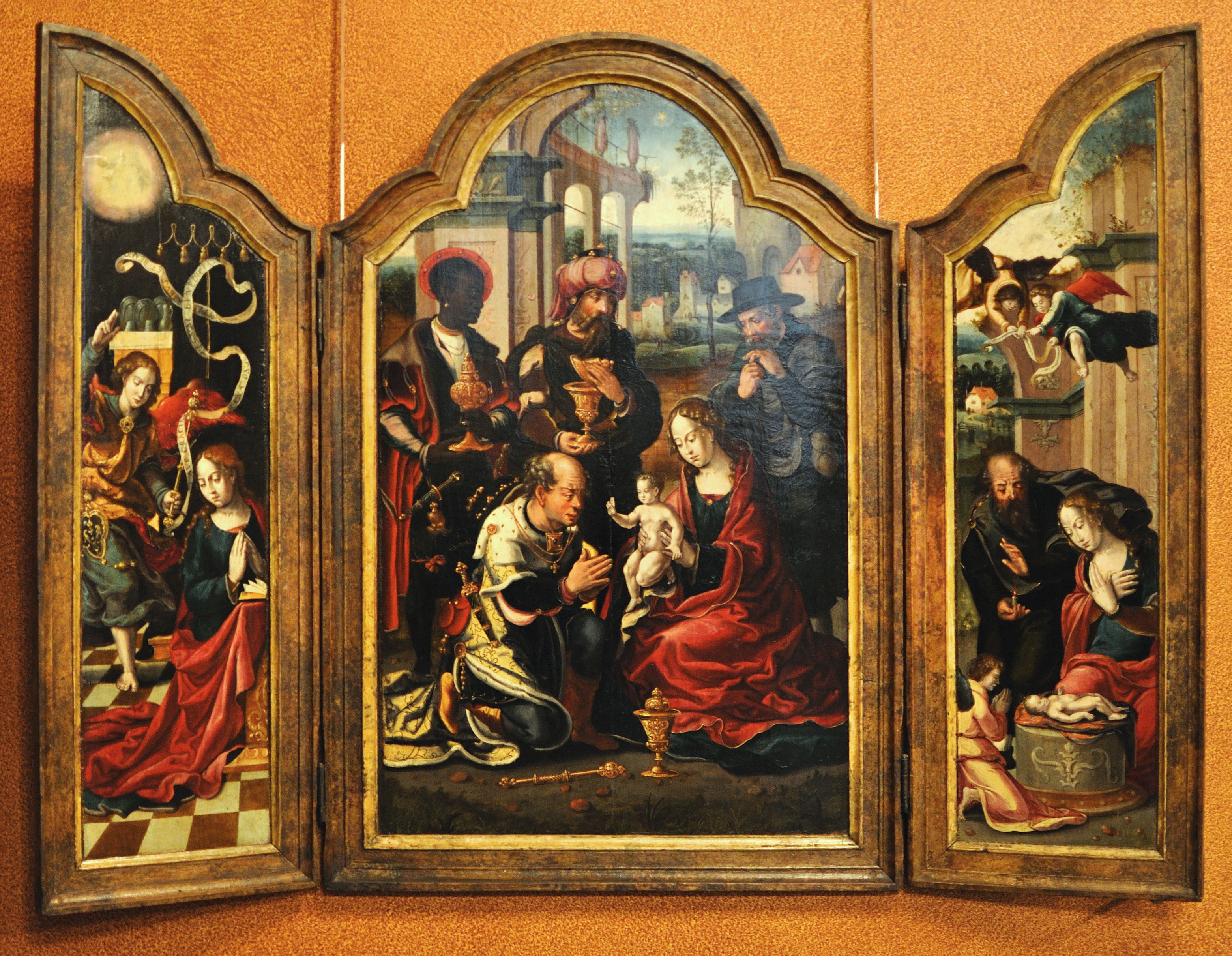
Pintura: Adoración de los Magos, de Pieter Coecke van Aelst.
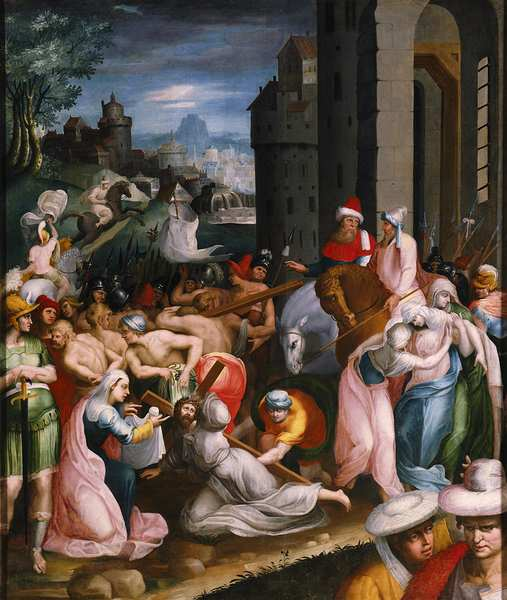
Pintura: La ascensión al Calvario, pintura sobre tela de Toussaint Dubreuil que representa la escena de la Crucifixión.
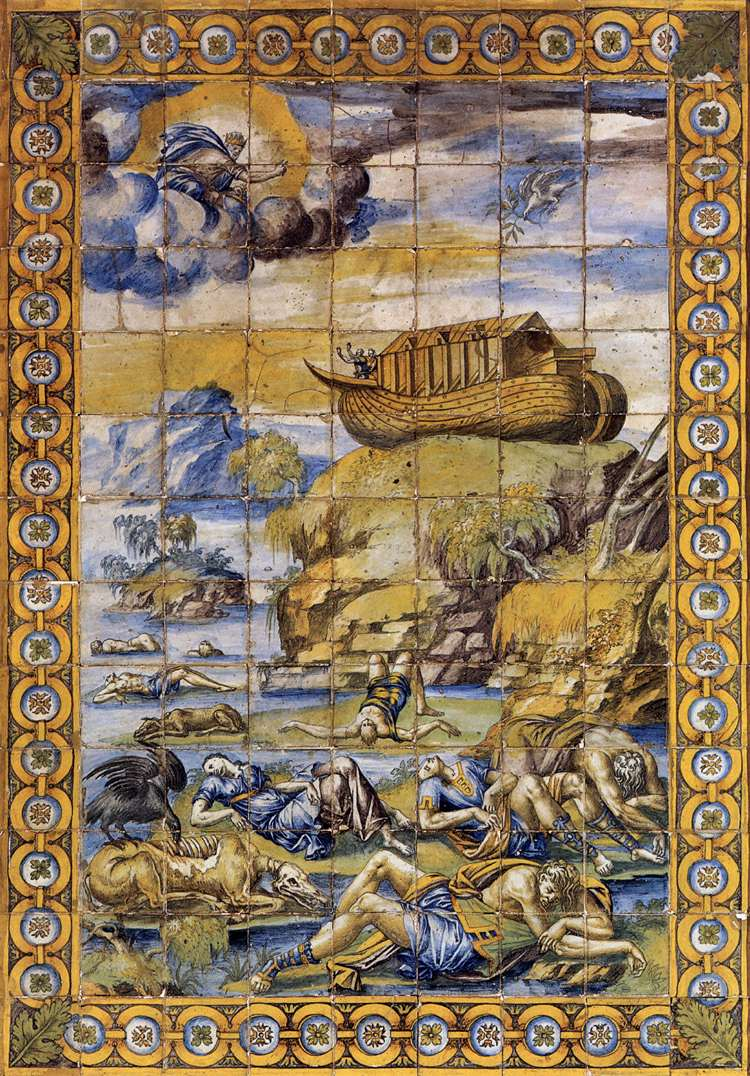
Fayenza: El Diluvio, a bordo del arca, tríptico realizado hacia 1550 por Masseot Abaquesne.
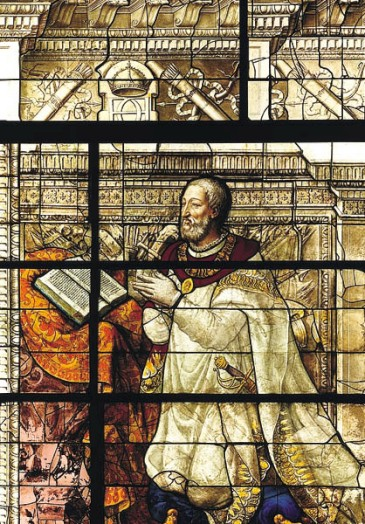
Vitral: representación de Francisco I portando el manto de la Orden de San Miguel, ca. 1555.

### La orfebrería y relojería en el Museo

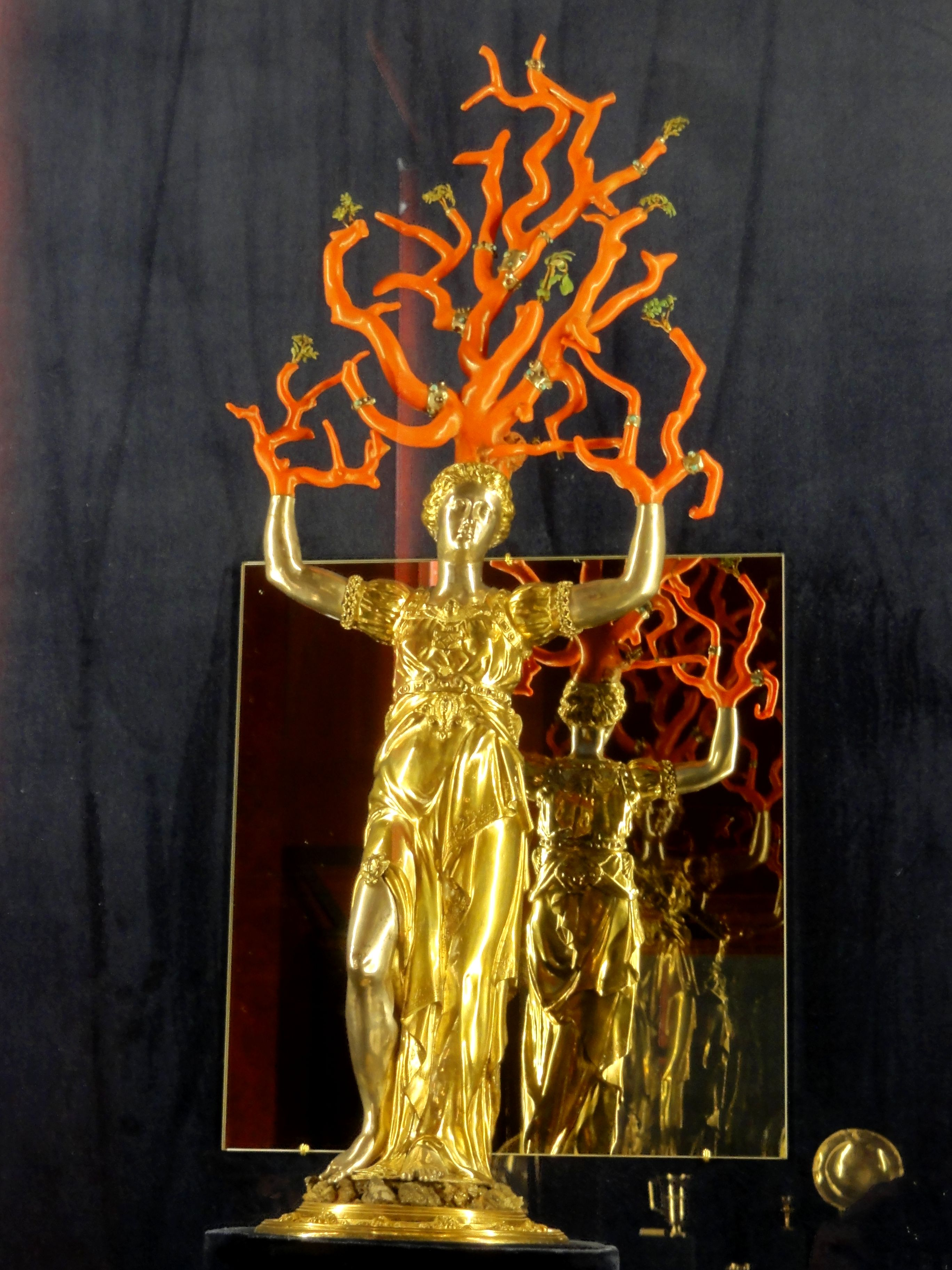
Estatuilla de Daphné, Wenzel Jamnitzer, Núremberg, ca. 1550

- La estatuilla de Daphné de Wenzel Jamnitzer, realizada en Núremberg hacia 1550, es una de las principales obras maestras expuestas en el museo. Se trata de una estatuilla de plata blanca, en parte dorada, coronada por una gran rama de coral rojo. Representa a la ninfa Dafne convertida en árbol, que ilustra un capítulo de Las Metamorfosis de Ovidio. El trabajo fue parte del legado de la baronesa Salomon de Rothschild (1922);[2]

- el reloj autómata, llamado de la Nariz de Carlos Quinto, es también una pieza importante. Es uno de los relojes más elaborados y adornados creados durante el Renacimiento. Se atribuye a Hans Schlottheim (1545-1625), famoso relojero de Augsburgo entre 1580 y 1585. Otros dos ejemplares han sobrevivido, uno se expone en el Museo Británico de Londres, el otro en el Kunsthistorisches Museum de Viena.[2]

- el reloj en forma de estrella de 10 ramas, atribuido al orfebre Martin Duboule, que vivió de 1583 a 1639 en Ginebra. La caja del reloj está hecha de oro, esmalte negro y diamantes.[2]

### Fayenza en el palacio de Écouen

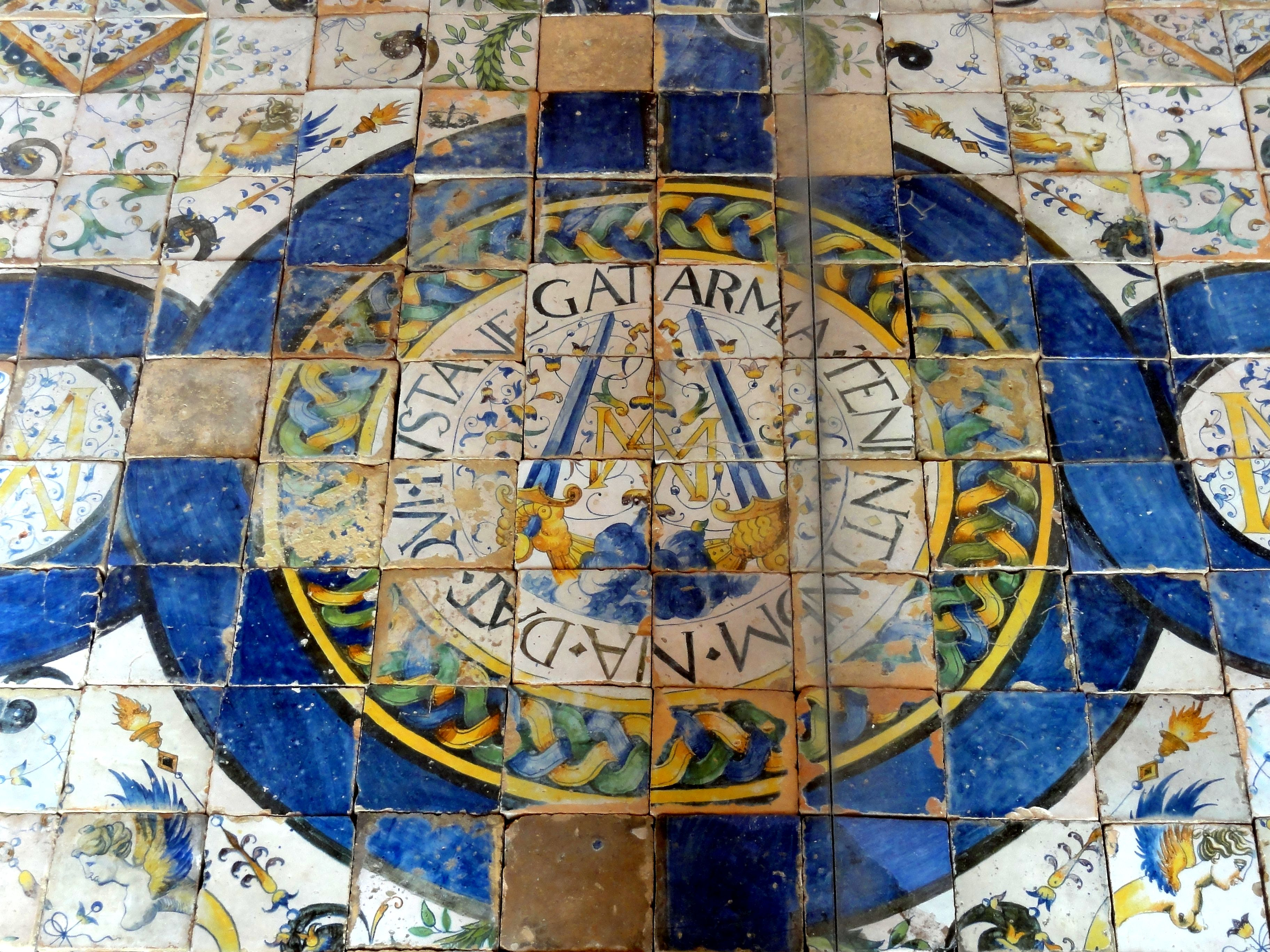
Pavimento de la segunda planta

Anne de Montmorency era gran amante de la cerámica y trajo al palacio gran cantidad de fayenza (loza) renacentista, una parte hecha por Masseot Abaquesne. Destaca en especial el tríptico de fayenza Le Déluge, embarquement sur l'arche, así como los pavimentos en cerámica. Son obras típicas del Renacimiento, probablemente realizadas alrededor de 1550, y muy coloristas debido a su función ornamental.
Se pueden admirar en el palacio platos de fayenza realizados por Nicola da Urbino en 1525, así como cerámicas de Bernard Palissy.
De origen diferente, pero de la misma época, el Museo también expone 522 piezas únicas de loza otomana (platos, botellas copas, etc.). Se hicieron principalmente durante la segunda mitad del siglo XVI en la ciudad de İznik, Turquía. 
Muchas otras fayenzas y cerámicas procedentes de todo el mundo se hallan en el museo, en la colección de Artes del fuego. Todas las obras datan del Renacimiento.

## Sociedad de Amigos del Museo Nacional del Renacimiento
Fundada en 1970, la Sociedad de Amigos del Museo Nacional del Renacimiento en el palacio de Écouen («Societé des Amis du musée national de la Renaissance au château d'Écouen») vela por la salvaguardia del palacio de Écouen. Contribuye a las actividades científicas del Museo nacional del Renacimiento, organiza conciertos, visitas y conferencias. 
La sociedad contribuye igualmente al desarrollo y enriquecimiento de las colecciones del palacio. Participa, en efecto, en la compra de objetos de arte con el fin de completar los fondos de las colecciones.